# Copa Europeia/Sul-Americana de 1980
A Copa Europeia/Sul-Americana de 1980, também conhecida como Copa Toyota e Copa Intercontinental, foi a 19.ª edição da Copa Intercontinental e a primeira realizada em formato de jogo único no Japão com a supervisão da UEFA e CONMEBOL, organizada pela Associação de Futebol do Japão e pela montadora de carros Toyota), foi disputada na cidade de Tóquio em 11 de fevereiro de 1981. O confronto envolveu o Nacional do Uruguai, campeão da Taça Libertadores da América e o Nottingham Forest da Inglaterra, campeão da Liga dos Campeões da UEFA.
Em 27 de outubro de 2017, após uma reunião realizada na Índia, o Conselho da FIFA reconheceu os vencedores da Copa Intercontinental como campeões mundiais.

## História
Essa foi a primeira edição da Copa Intercontinental realizada no Japão com a supervisão da UEFA e CONMEBOL, organizada pela Associação de Futebol do Japão e pela montadoras de carros Toyota, que passou a se chamar oficialmente como Toyota European/South American Cup (Copa Europeia/Sul-Americana Toyota em português do Brasil) passando a ser conhecida como Toyota Cup (em inglês, e em português do Brasil como Copa Toyota). As disputas eram anuais assim como nas outras edições, entre o campeão europeu contra o campeão sul-americano com partidas únicas em estádio neutro sempre realizadas no Japão, nesse modelo da Copa Intercontinental, a UEFA passou a obrigar os clubes europeus a assinarem um contrato, antes de entrarem na Copa dos Campeões da Europa, segundo o qual eles seriam obrigados a disputar a competição (mesmo se não quisessem) ao vencerem a Copa dos Campeões da Europa, e caso não disputassem a Copa Intercontinental, sofreriam sanções pesadas por quebra de contrato.

### A decisão
Por causa de toda aquela mudança no formato da competição, a Copa Intercontinental de 1980 só seria disputada em fevereiro de 1981. Em Tóquio, o time uruguaio fez seus fãs acordarem de madrugada para presenciar mais um feito histórico do time de Montevidéu. Sem se importar com a força do rival europeu nem a fama estrategista do técnico Brian Clough, o Nacional se impôs logo no início do jogo e, aos 10 minutos, Waldemar Victorino, o homem-gol que adorava aparecer em decisões, recebeu um passe da direita de Moreira, se livrou do zagueiro e fuzilou o goleiro Shilton: 1 a 0. O clube uruguaio ainda marcou mais um, com Luzardo, mas o juiz anulou de maneira equivocada. No começo do segundo tempo, Bica fez o que seria o terceiro gol, mas outra vez a arbitragem anulou. O Nottingham se apoiou nessas "ajudinhas" para crescer na partida, mas Rodolfo Rodríguez mostrou o quão bom ele era ao fazer várias defesas milagrosas e evitar que suas redes fossem agredidas pelos ingleses. Com o apito do árbitro israelense Abraham Klein, a festa sul-americana tomou conta de Tóquio e encheu as ruas da capital uruguaia de torcedores vestidos em azul, branco e vermelho. Pela segunda vez em sua história, o Nacional era campeão da Copa Intercontinental. E, pela primeira vez, o clube levantava a taça em solo japonês nos novos moldes da competição.

## Clubes Participantes
| Confederação | Equipe            | Classificação                                           | Participação |
| ------------ | ----------------- | ------------------------------------------------------- | ------------ |
| CONMEBOL     | Nacional          | Campeão da Copa Libertadores da América de 1980         | 2ª           |
| UEFA         | Nottingham Forest | Campeão da Taça dos Clubes Campeões Europeus de 1979–80 | 1ª           |

## Chaveamento
|  | A Classificação[NOTA] | A Classificação[NOTA] | A Classificação[NOTA] | A Classificação[NOTA] |   |                   | Copa Intercontinental | Copa Intercontinental | Copa Intercontinental | Copa Intercontinental |
|  |                       |                       |                       |                       |   |                   |                       |                       |                       |                       |
|  | Nottingham Forest     | 1                     | –                     | –                     |   |                   |                       |                       |                       |                       |
|  | Hamburgo              | 0                     | –                     | –                     |   |                   |                       |                       |                       |                       |
|  | Hamburgo              | 0                     | –                     | –                     |   | Nottingham Forest | 0                     | –                     | –                     |                       |
|  |                       |                       |                       |                       |   | Nottingham Forest | 0                     | –                     | –                     |                       |
|  |                       | Nacional              | 1                     | –                     | – |                   |                       |                       |                       |                       |
|  | Nacional              | Nacional              | 1                     | –                     | – | 0                 | 1                     | –                     |                       |                       |
|  | Nacional              |                       |                       |                       |   | 0                 | 1                     | –                     |                       |                       |
|  | Internacional         | 0                     | 0                     | –                     |   |                   |                       |                       |                       |                       |

Notas
- NOTA^  Essas partidas não foram realizadas pela Copa Intercontinental. Ambas as partidas foram realizadas pelas finais da Liga dos Campeões da Europa e Copa Libertadores da América daquele ano.

## Final
| 11 de fevereiro de 1981 | Nottingham Forest | 0 – 1 | Nacional      | Estádio Nacional , Tóquio, Japão       |
|                         |                   |       | Victorino 10' | Público: 62 000 Árbitro: Abraham Klein |

| Nottingham Forest | Nacional |

|               |    |                |     |
|               |    |                |     |
|               | 1  | Peter Shilton  |     |
|               | 2  | Viv Anderson   |     |
|               | 5  | Larry Lloyd    |     |
|               | 6  | Kenny Burns    |     |
|               | 3  | Frank Gray     |     |
|               | 7  | Martin O'Neill |     |
|               | 8  | Raimondo Ponte | 68' |
|               | 15 | Stuart Gray    |     |
|               | 11 | John Robertson |     |
|               | 9  | Trevor Francis |     |
|               | 10 | Ian Wallace    |     |
| Substituição: |    |                |     |
|               | 12 | Peter Ward     | 68' |
| Técnico:      |    |                |     |
| Brian Clough  |    |                |     |

|             |    |                     |  |
|             |    |                     |  |
|             | 1  | Rodolfo Rodríguez   |  |
|             | 4  | Daniel Enríquez     |  |
|             | 2  | José Hermes Moreira |  |
|             | 3  | Juan Carlos Blanco  |  |
|             | 5  | Washington González |  |
|             | 16 | Denis Milar         |  |
|             | 6  | Victor Esparrágo    |  |
|             | 10 | Arcenio Luzardo     |  |
|             | 7  | Alberto Bica        |  |
|             | 9  | Waldemar Victorino  |  |
|             | 11 | Júlio Cesar Morales |  |
| Técnico:    |    |                     |  |
| Juan Mujica |    |                     |  |

Homem do Jogo:

 Waldemar Victorino (Nacional)

## Campeão
| Copa Europeia/Sul-Americana de 1980 |
| ----------------------------------- |
| Nacional 2º Título                  |